# Love Ain't Here Anymore
Love Ain't Here Anymore è il sesto ed ultimo singolo dei Take That estratto dal loro secondo album Everything Changes. Il singolo si ferma alla posizione numero 3 nella classifica inglese, interrompendo la serie di numeri uno del gruppo.

## Tracce
Singolo CD Regno Unito
1. Love Ain't Here Anymore – 3:57
2. The Party Remix – 7:12

Singolo maxi CD Regno Unito
1. Love Ain't Here Anymore – 3:57
2. The Party Remix – 7:12
3. Babe (Live at Berlin Deutschlandhalle) – 6:25

Singolo maxi CD Regno Unito (Special Live Edition)
1. Love Ain't Here Anymore (Live) – 6:10
2. Rock'n'Roll Medley (Live) – 6:36
3. Wasting My Time (Live) – 3:49
4. Babe (Live) – 6:24